# Union des éditeurs européens de contenus numériques
Die Union des éditeurs européens de contenus numériques (UECN) ist ein Verband europäischer Verleger elektronischer Inhalte mit Sitz in Frankreich. Seine Mitglieder sind mittelständische Unternehmen aus den Branchen Videospiele, Film und Musik. Alle Unternehmen sind auf dem französischen Markt aktiv.
Der Verband soll einen Erfahrungsaustausch zwischen den Mitgliedern ermöglichen und deren gemeinsame Interessen öffentlich und gegenüber den französischen Institutionen und Behörden vertreten.

## Urheberrechtsschutz im Internet: das HADOPI-Verfahren
Vor allem hat es sich der Verband zur Aufgabe gemacht, seine Mitglieder vor unerlaubter Vervielfältigung ihrer Produkte zu schützen. Hierfür werden verschiedene gerichtliche und außergerichtliche Maßnahmen ergriffen. Einen Schwerpunkt bildet dabei das neue französische HADOPI-Verfahren.
Das HADOPI-Verfahren zur Bekämpfung von Urheberrechtsverletzungen im Internet – insbesondere durch filesharing – ist ein sogenanntes three-strike-Verfahren. Der Verletzer wird zunächst verwarnt und bei Wiederholung gerichtlich verfolgt. Die Sanktionen sehen Geldstrafen und die Möglichkeit einer zeitweiligen Sperrung des Internetzuganges vor.
Auf europäischer Ebene wurde am 22. September 2010 der Gallo-Bericht verabschiedet, der sich ebenfalls für ein three-strike-Verfahren einsetzt. Das Verfahren soll einen Ausgleich zwischen den Interessen der Internetnutzer und dem Urheberrechtsschutz herstellen, indem es auf einen Mittelweg zwischen fehlender Verfolgung der Urheberrechtsverletzung und strengen strafrechtlichen Sanktionen setzt.